# José María Pérez de Lema y Tejero
José María Pérez de Lema y Tejero (? - Madrid, 12 de febrer de 1984) va ser un militar espanyol.

## Biografia
Cap al final de la Dictadura franquista va ocupar importants llocs militars: Governador general de la Província del Sàhara (1967-1971), Capità general de la VI Regió Militar (1971-1972), i Capità general de Canàries (1972-1974). A l'octubre de 1978, ostentant el rang de tinent general, va passar a la reserva.

## Família
Va estar casat amb María Dolores Munilla Montero de Espinosa.